# Ojo cereza

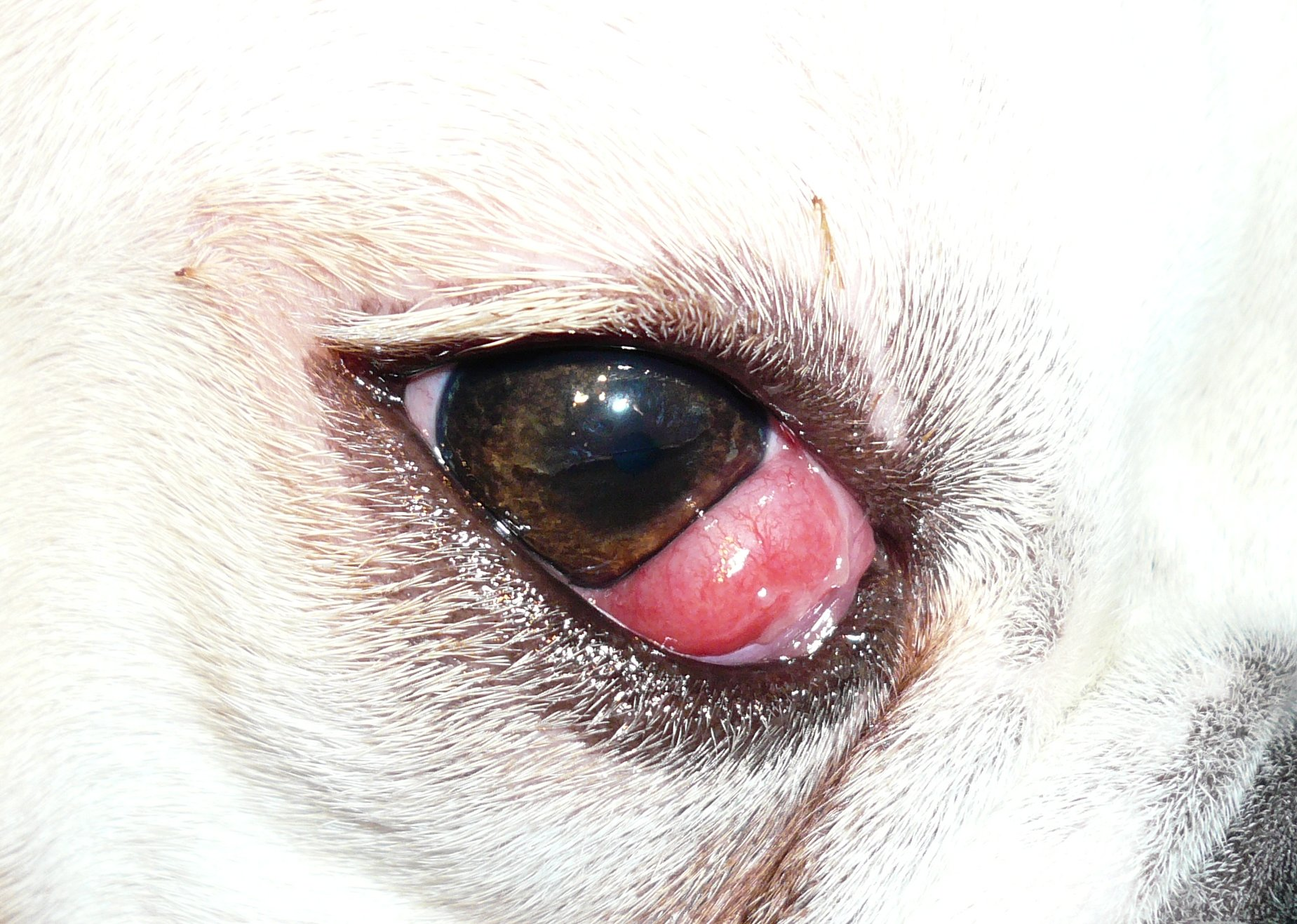
Primer plano de un ojo cereza.

Ojo cereza es el término utilizado para referirse a un prolapso de la glándula de la membrana nictitante canina, un común defecto ocular congénito en 
varias razas de perros en la glándula del tercer párpado conocida cuando la membrana nictitante prolapsa y llega a ser visible. Comúnmente las razas 
afectadas son el bulldog, chihuahua, Cocker spaniel inglés, beagle, pequinés, mastín napolitano, y el basset hound. El ojo cereza puede 
ser causado por una deficiencia hereditaria en el tejido conjuntivo que rodea la glándula. Es más común en los cachorros.
Aparece como una masa de color rojo en la esquina interna del ojo, y a veces es confundido con un tumor. Después del prolapso de la glándula, el ojo se inflama de manera crónica y con frecuencia hay una descarga. Debido a que la glándula es responsable de aproximadamente el 30% de producción de lágrimas, el ojo con el tiempo puede sufrir sequedad (queratoconjuntivitis seca). El ojo seco puede llegar a ocurrir en 30 a 40 por ciento de los perros que tienen la glándula extirpada.
La cirugía es el tratamiento habitual. Los antiguos métodos de corrección de ojos cereza (antes de que se conociera) consistían en la simple eliminación de la glándula, pero éste es un último recurso de hoy, y hace necesario el uso de gotas para los ojos por el resto de la vida del animal. Los métodos modernos de corrección de ojos cereza implican reposicionamiento de la glándula a su posición normal. La tasa de éxito de este tipo de cirugía es de alrededor de 80% en la mayoría de las razas.
Aunque es más común en los perros, también se encuentra en ciertas razas de gatos, en particular los burmeses y bombay.